# Lieftinckia malaitae
Lieftinckia malaitae – gatunek ważki z rodziny pióronogowatych (Platycnemididae). Endemit wyspy Malaita w archipelagu Wysp Salomona.